# 浜中和宏
浜中 和宏（はまなか かずひろ、1978年10月24日 - ）は、日本の男性レスリング選手、総合格闘家。青森県出身。Laughter7所属。戸籍上の表記は濱中 和宏。

## 来歴
光星学院高等学校、日本体育大学卒業。大学ではレスリング部に在籍して、2000年世界学生代表予選優勝、2000年全日本選抜3位の成績を残した。2001年に日本体育大学を卒業して、高田延彦の主宰する髙田道場へ入門。レスリングのコーチを行いながら、2001年に全日本社会人レスリング選手権大会の85kg級で優勝、全日本レスリング選手権大会で97kg級で準優勝の実績を挙げる。
引き続き、レスリングフリースタイルでのアテネオリンピック出場を目標にレスリングを続けていたが、2003年6月8日、PRIDE.26でプロデビュー戦にしていきなりPRIDEに出場。ニーノ・"エルビス"・シェンブリと対戦し、パンチで終始アグレッシブに攻め続けて判定勝利。
PRIDEを主催するDSEや高田道場は浜中に全面的なパックアップを敷き、浜中をアメリカのダン・ヘンダーソン率いるチーム・クエストに武者修行に赴かせるなどした。
2003年10月5日、PRIDE 武士道に出場。浜中はハイアン・グレイシーと対戦した。この試合でグラウンド状態で下になると何も出来なくなるという弱点を露呈し、ハイアンにグラウンドでペースを握られ続け、最後は浜中の右膝が外れてダウンしたところをサッカーボールキックで追撃され、試合が終わった。これで浜中はプロ格闘家としての自信を喪失してしまい、高田道場を突如退団した。
右膝の治療に専念した後、2004年に猪木事務所に移籍した浜中はその後現在までメジャーな興行には長らく出場せず、レスリングに再挑戦したり、小規模な大会で試合をしていた。
2006年2月4日、MARS旗揚げ戦で尾崎広紀と対戦予定であったが、尾崎の怪我により試合は中止となった。
2006年4月9日、パンクラスヘビー級（-100kg）王者決定トーナメント1回戦でアルボーシャス・タイガーと対戦予定であったが、「同トーナメントに出場した野地竜太が練習仲間であり練習に支障が出る」という理由で出場を辞退した。
2006年5月3日、初参戦となったHERO'SでWAKASHOYOにチキンウィングアームロックで一本勝ち。
2006年9月9日、IFLにアントニオ猪木率いる東京サーベルズの一員として参戦するが、アレックス・ショーナウアーにフロントチョークで一本負け。
2006年12月30日、UWAI STATIONで柴田勝頼と対戦、キャリア初のプロレスに挑んだ。結果は卍固めで敗退。
2007年9月8日、IGF「GENOME」でタカ・クノウと対戦し、3分14秒三角絞めで一本負け。12月20日、「GENOME2」で身長215cmの巨人ダニー・イグアスと対戦し、2分53秒アームロックで一本勝ち。
2008年2月16日、IGF「GENOME3で大久保一樹と対戦し、5分21秒逆片エビ固めで敗退。
2008年から高田道場時代の先輩である桜庭和志が設立したLaughter7に所属。
2009年4月29日、DEEP M-1 CHALLENGE 3rd EDITION in JAPANで約2年ぶりに総合格闘技の試合を行い、カール・"サイコ"・アモーゾにKO負けを喫した。
2009年10月25日、初参戦となったパンクラスで井上俊介と対戦し、パウンドでTKO負けを喫した。
2020年現在は地元・八戸市に帰り指導者として活動中。

## 戦績
| 総合格闘技 戦績 | 総合格闘技 戦績 | 総合格闘技 戦績 | 総合格闘技 戦績 | 総合格闘技 戦績 | 総合格闘技 戦績 | 総合格闘技 戦績 |
| --------------- | --------------- | --------------- | --------------- | --------------- | --------------- | --------------- |
| 13 試合         | (T)KO           | 一本            | 判定            | その他          | 引き分け        | 無効試合        |
| 5 勝            | 1               | 2               | 1               | 1               | 1               | 0               |
| 7 敗            | 5               | 2               | 0               | 0               | 1               | 0               |

| 勝敗 | 対戦相手                       | 試合結果                            | 大会名                                                        | 開催年月日     |
| ×    | 井上俊介                       | 1R 0:52 TKO（パウンド）             | PANCRASE 2009 CHANGING TOUR                                   | 2009年10月25日 |
| ○    | ガジエフ・アワウディン         | 3R 1:04 反則（3度の反則行為）       | CAGE FORCE & Valkyrie                                         | 2009年7月12日  |
| ×    | カール・"サイコ"・アモーゾ     | 1R 0:23 KO（右跳び膝蹴り）          | DEEP M-1 CHALLENGE 3rd EDITION in JAPAN                       | 2009年4月29日  |
| ×    | マット・ホーウィッチ           | 1R 2:07 KO（ハイキック）            | IFL: Everett                                                  | 2007年6月1日   |
| ×    | ジェレミー・ウィリアムス       | 1R 0:59 チョークスリーパー          | IFL: Los Angeles                                              | 2007年3月17日  |
| ×    | アレックス・ショーナウアー     | 1R 1:04 フロントチョーク            | IFL: Portland                                                 | 2006年9月9日   |
| ○    | WAKASHOYO                      | 1R 1:22 チキンウィングアームロック  | HERO'S 2006 ミドル級世界最強王者決定トーナメント開幕戦        | 2006年5月3日   |
| ○    | ウェズリー・コレイラ           | 2R 1:53 チキンウィングアームロック  | Rumble on the Rock 9                                          | 2006年4月21日  |
| ×    | ウィウソン・ゴヴェイア         | 1R 0:39 TKO（パウンド）             | Euphoria: USA vs. Japan                                       | 2005年11月5日  |
| △    | 内藤征弥                       | 5分2R終了 判定0-0                   | D.O.G III                                                     | 2005年9月17日  |
| ○    | アイスマン                     | 2R 0:40 KO                          | NJPW Los Angeles Dojo Show 【アルティメットクラッシュルール】 | 2004年6月26日  |
| ×    | ハイアン・グレイシー           | 1R 7:37 TKO（サッカーボールキック） | PRIDE 武士道                                                  | 2003年10月5日  |
| ○    | ニーノ・"エルビス"・シェンブリ | 3R（10分/5分/5分）終了 判定3-0      | PRIDE.26 REBORN                                               | 2003年6月8日   |